# Antoine de Guise
Antoine (ou Anthoine) de Lorraine, comte de Guise et de Vaudémont, seigneur de Joinville, est un gentilhomme et poète lorrain, né vers la fin du XIVe siècle et mort dans le premier quart du XVe siècle.
On sait peu de choses d'Antoine de Guise. Il appartenait à la maison de Lorraine. On le connaît surtout pour sa lutte avec le roi René.
Il ne devint comte de Vaudémont qu'en 1415, après la mort de son père. Les quelques poèmes qu'il nous a laissés son signés du nom de « Comte de Guise », titre qu'il porta jusqu'à cette date de 1415. Ils sont donc antérieurs à cette année.
On lui attribue douze pièces, rondeaux et bergerettes. Trois de ses rondeaux se trouvent dans les œuvres de Charles d'Orléans, ce qui laisse penser qu'il vivait à la cour de France.

## Source
- Adolphe Van Bever, Anthologie littéraire de l'Alsace et de la Lorraine, XIIe – XXe siècles, 1920.